# إشتفان أنتال
إشتفان أنتال (بالمجرية: Antal István) هو سياسي مجري، ولد في 18 فبراير 1896 في المجر، وتوفي في 11 أكتوبر 1975 في بودابست في المجر. حزبياً، نشط في Party of Hungarian Life ‏. وقد انتخب عضو الجمعية الوطنية المجرية.